# 旧安川邸
旧安川邸（きゅうやすかわてい）は、福岡県北九州市戸畑区にある男爵安川敬一郎の邸宅。北九州市により再整備されて一般公開されている。

## 概要
旧安川邸は筑豊御三家といわれた安川家の邸宅で、洋館、和館からなる邸宅である。
2023年10月25日から26日にかけ、将棋第36期竜王戦藤井聡太八冠対伊藤匠七段七番勝負第3局の会場として使用された。